# Heteropsis subsimilis
Heteropsis subsimilis is een vlinder uit de familie van de Nymphalidae, uit de onderfamilie van de Satyrinae. De soort is voor het eerst wetenschappelijk beschreven als Pseudonympha subsimilis door Arthur Gardiner Butler in een publicatie uit 1879.
De soort komt voor in de bossen van Madagaskar. 